# Madachauliodes torrentialis
Madachauliodes torrentialis är en insektsart som beskrevs av Renaud Maurice Adrien Paulian 1951. Madachauliodes torrentialis ingår i släktet Madachauliodes och familjen Corydalidae. Inga underarter finns listade i Catalogue of Life.